# Убийство на поле для гольфа
«Убийство на поле для гольфа» (англ. The Murder on the Links) — третий детективный роман Агаты Кристи, написанный в 1923 году,  опубликованный в США и в Великобритании в том же году. В СССР впервые опубликован в 1982 году издательством Физкультура и спорт в сборнике «Спортивный детектив». Роман из серии об Эркюле Пуаро с участием капитана Гастингса.

## Сюжет
Роман начинается с того, что Гастингс знакомится с молодой женщиной в поезде Париж-Кале, в которую безнадежно влюбляется. Её зовут Далси Дювин (псевдоним — «Золушка»).
По приезде Гастингс узнает, что на своей вилле «Женевьева» убит французский олигарх Поль Рено. За день до смерти он отправил письмо легендарному детективу Эркюлю Пуаро, с просьбой приехать к нему на виллу. Пуаро не успевает. Ночью на месье Рено и его жену нападают двое неизвестных. Мадам Рено связывают, а мужа уводят. Позднее его, убитого ножом в спину, обнаружат на недостроенном поле для гольфа. Пуаро выясняет, что за две недели до гибели, Рено изменил своё завещание. По новому завещанию всё своё имущество он завещал своей жене, и практически ничего не оставил своему сыну.
На месте преступления обнаружены часы убитого, которые, хотя и разбиты, продолжают идти, но спешат ровно на два часа. У Пуаро возникает много вопросов. В частности, его удивляет, что слуги ничего не слышали, что тело было оставлено там, где его быстро найдут, что часы спешат.
Пуаро отмечает четыре ключевых факта по этому делу: рядом с телом найден кусок свинцовой трубы; на вилле находились только три служанки, поскольку сын Рено Жак и его шофер были отосланы; накануне виллу посетил неизвестный; а непосредственная соседка Рено, мадам Добрей, за последние недели положила на свой банковский счет 200 000 франков.
Когда секретарь Рено Габриэль Стонор возвращается из Англии, он предполагает в качестве мотива убийства шантаж, поскольку прошлое его работодателя в Южной Америке является для секретаря полной загадкой. Тем временем Гастингс неожиданно встречает молодую женщину, которую он встретил в поезде, известную только как «Золушка». Она просит показать место преступления, а затем исчезает с орудием убийства.
Пуаро обнаруживает, что этот случай почти идентичен случаю, произошедшему 22 года назад, когда человек по имени Жорж Конно и его возлюбленная мадам Берольди сговорились убить мужа мадам Берольди. Пуаро едет в Париж, чтобы узнать больше об убийстве Конно. Вернувшись, Пуаро узнаёт, что найдено тело бродяги с пронзенным орудием убийства сердцем. Экспертиза показывает, что он умер до убийства Рено от эпилептического припадка и позже получил ножевое ранение.
Жиро арестовывает Джека на том основании, что ему нужны деньги его отца. Пуаро сообщает, что Рено изменил свое завещание за две недели до убийства, лишив Джека наследства. Джека выпускают из тюрьмы после того, как Белла Дювин, английская артистка, которую он любит, признаётся в убийстве. Оба наткнулись на тело в ночь убийства и каждый предположил, что Рено убил другой. Пуаро сообщает, что ни один из них этого не делал, поскольку настоящим убийцей была Марта Добрей.
Пуаро развивает свою теорию: Поль Рено на самом деле был Жоржем Конно, который вернулся во Францию после бегства много лет назад. К несчастью, он узнал, что его ближайшей соседкой будет г-жа Берольди; как и он, она сменила личность и стала мадам Добрей. Ситуация Рено, которого она шантажирует своим прошлым, ухудшается, когда Джека привлекает ее дочь. Когда на его территории умер бродяга, он увидел возможность инсценировать собственную смерть и сбежать от г-жи Добрей. Он изуродовал лицо бродяги трубкой, а затем закопал бродягу и трубку рядом с полем для гольфа, прежде чем покинуть этот район на поезде. Любой, кто признает, что тело не его, будет отослан. Однако план был обнаружен Мартой, которая последовала за Рено и ударила его ножом после того, как он выкопал могилу для тела бродяги. Ее мотив — деньги; Джек унаследует состояние своего отца после смерти матери. Чтобы разоблачить Марту как убийцу, Пуаро попросил Элоизу открыто заявить, что она лишит Джека наследства. Марта пытается убить Элоизу на её вилле, но погибает в борьбе с «Золушкой» Гастингса.
Мать Марты снова исчезает. Джек и его мать планируют поехать в Южную Америку, к ним присоединяются Гастингс и его «Золушка», которая оказывается сестрой-близнецом Беллы Дювин, Далси.

## Цитата
Я уже описывал Эркюля Пуаро в других записках. Необыкновенный человек! Рост 5 футов 4 дюйма, голова яйцевидной формы слегка наклонена набок, глаза, загорающиеся зеленым огнём в минуты волнения или гнева, жесткие военные усы и колоссальное чувство собственного достоинства! Пуаро очень аккуратен и всегда щегольски одет. У него врожденная страсть к порядку любого рода. Если он увидит у кого-нибудь криво приколотое украшение, пылинку или беспорядок в одежде, то будет мучиться до тех пор, пока не исправит. «Порядок» и «логика» — его боги.Агата Кристи. «Убийство на поле для гольфа»
Человек мыслит стереотипами, и неважно, живёт ли он в рамках закона или преступает его, он действует соответственно своему характеру. Сколько бы он ни совершил преступлений, все они будут как две капли походить друг на друга. Классический случай — некий англичанин избавляется от своих жён, топя их в ванне. Придумай он что-то другое, ему, вероятно, и по сей день удавалось бы избежать наказания. Но над ним тяготеет один из всеобщих законов человеческой психологии: преступник уверен — то, сошло ему с рук однажды, удастся и второй раз, и третий. В результате он расплачивается за тривиальность своего мышления.Агата Кристи. «Убийство на поле для гольфа»

## Персонажи
- Эркюль Пуаро
- Артур Гастингс

Обитатели Виллы «Женевьева»
- Поль Рено — хозяин виллы, впоследствии убит.
- Элоиза Рено — его жена
- Жак Рено — их сын
- Франсуаза Арише — слуга
- Леони Улар — молодая горничная
- Дениза Улар — её сестра, также горничная
- Габриэль Стонор — секретарь Рено

Обитатели Виллы «Маргарита»
- Мадам Добрей — соседка Поля
- Марта Добрей — её дочь

Прочие персонажи
- Люсьен Бекс — комиссар полиции
- Месье Оте — следователь магистрата
- Месье Жиро — детектив
- Доктор Дюран — местный врач
- Белла Дювин — актриса, невеста Жака Рено.
- Далси Дювин — её сестра.
- Мэтр Гросье — адвокат Рено
- Джепп — инспектор Скотланд-Ярда.

## Экранизация
Роман лёг в основу финального третьего эпизода 6-го сезона британского телесериала Пуаро Агаты Кристи. Роль Эркюля Пуаро исполнил Дэвид Суше. Сюжет фильма отличается от романа.
- В частности, Пуаро и Гастингс отдыхают во Франции, а не едут туда по приглашению Рено.
- Рено является хозяином гостиницы, в которой живут Пуаро и Гастингс.
- Также в доме Рено всего одна слуга — Леони, а Дениза, старая Франсуаза отсутствуют.
- Образ Далси вообще упразднен, а Белла, невеста младшего Рено, оставляет его ради Гастингса.
- Многие сцены из романа убраны.